# Reiyo Matsumoto
Reiyo Matsumoto (jap. 松本 麗世 Matsumoto Reiyo; ur. 29 lutego 2008 w prefekturze Kagoshima) – japońska modelka i aktorka. Była ekskluzywna modelka magazynu Nico☆puchi, a obecnie ekskluzywna modelka magazynu Seventeen.

## Życiorys
W 2018 roku wzięła udział w castingu modelek dla uczennic szkół podstawowych organizowanym przez magazyn Nico☆puchi i została wybrana na ekskluzywną modelkę dla wspomnianego magazynu spośród 8 298 uczestniczek, stając się ulubienicą uczennic szkół podstawowych. Zadebiutowała w Nico☆puchi w lutym 2019 roku.
W letnim wydaniu magazynu Seventeen z 2023 roku, które trafiło do sprzedaży 30 czerwca, ogłoszono, że została wybrana spośród 2 971 finalistek castingu „Miss Seventeen 2023”, które jest ekskluzywnym przesłuchaniem modelek dla magazynu Seventeen. 23 sierpnia została ogłoszona Miss Seventeen 2023 podczas 26. edycji Letniego Festiwalu Szkół Seventeen 2023 (Seventeen夏の学園祭2023). Wystąpiła również w dramie „Kamen Rider Gotchard”, która była emitowana od 3 września 2023 roku, wcielając się w rolę bohaterki Rinne Kudo (Kamen Rider Majade). W tę samą rolę wcieliła się również w filmie „Kamen Rider the Winter Movie: Gotchard & Geats Strongest Chemy Gotcha - Great Operation”. 30 września 2023 roku uczestniczyła w pokazie mody „Rakuten GirlsAward 2023 AUTUMN/WINTER” jako modelka Seventeen.
W 2024 roku ponownie wcieliła się w rolę Rinne Kudo (Kamen Rider Majade) w filmie „Kamen Rider the Summer Movie 2024: Gotchard”, który swoją premierę będzie miał pod koniec lipca 2024 roku. W październiku program z udziałem Reiyo „松本麗世 Relieving Your Heart ～あなたの心を癒します～” był dostępny na platformie dystrybucji audio AuDee.
Matsumoto ponownie zagrała główną rolę Kudo Rinne (Kamen Rider Majade) w 2025 roku w produkcji filmowej „Kamen Rider Gotchard: Graduations”.

## Filmografia

### Dramy
| Rok  | Tytuł                                                                                | Rola                            | Stacja telewizyjna | Uwagi       | Przy.  |
| ---- | ------------------------------------------------------------------------------------ | ------------------------------- | ------------------ | ----------- | ------ |
| 2016 | Kyoaku wa nemurasenai: Tokusô Kenji no gyakushû (巨悪は眠らせない～特捜検事の逆襲〜) |                                 | TV Tokyo           |             | [ 13 ] |
| 2023 | Kamen Rider Gotchard (仮面ライダーガッチャード)                                      | Kudo Rinne / Kamen Rider Majade | TV Asahi           | Główna rola | [ 7 ]  |

### Filmy
| Rok  | Tytuł | Rola                            | Uwagi       | Przy.  |
| ---- | --- | ------------------------------- | ----------- | ------ |
| 2023 | Kamen Rider the Winter Movie: Gotchard & Geats Strongest Chemy Gotcha - Great Operation (仮面ライダー THE WINTER MOVIE ガッチャード＆ギーツ 最強ケミーガッチャ☆大作戦) | Kudo Rinne / Kamen Rider Majade |             | [ 8 ]  |
| 2024 | Kamen Rider the Summer Movie 2024: Gotchard (仮面ライダー THE SUMMER MOVIE 2024: ガッチャード)                                                                         | Kudo Rinne / Kamen Rider Majade | Główna rola | [ 10 ] |
| 2024 | Kamen Rider Gotchard: Graduations (仮面ライダーガッチャードGRADUATIONS)                                                                                                | Kudo Rinne / Kamen Rider Majade | Główna rola | [ 12 ] |